# 473
L' any 473 (CDL XXIII) va ser un any comú que va començar en dilluns segons el calendari julià. En aquest moment, era conegut com l'any del Consolat de Leo sense col·lega (o, amb menys freqüència, any 1226 Ab urbs condita). La denominació 473 per a aquest any s'ha fet servir des del període medieval, quan la Anno Domini va esdevenir el sistema natural de documentar els anys a Europa.

## Esdeveniments
- Fundació de Kent
- 3 de març - Gundobad (nebot del Ricimer) nomina Gliceri com a emperador de l'Imperi Romà d'Occident. L'Emperador Lleó I el Traci es nega a reconèixe'l i tria Julius Nepos com a candidat.
- 25 d'octubre - Lleó I concedeix al seu net Lleó II, de 6 anys, el títol de César.

## Naixements
- Xiao Zhaoye, Emperador xinès (m. 494)

## Morts
- Eutimi el Gran, bisbe de Palestina (b. 377)
- Gondioc, rei de Burgundi